# Johann Friedrich Overbeck

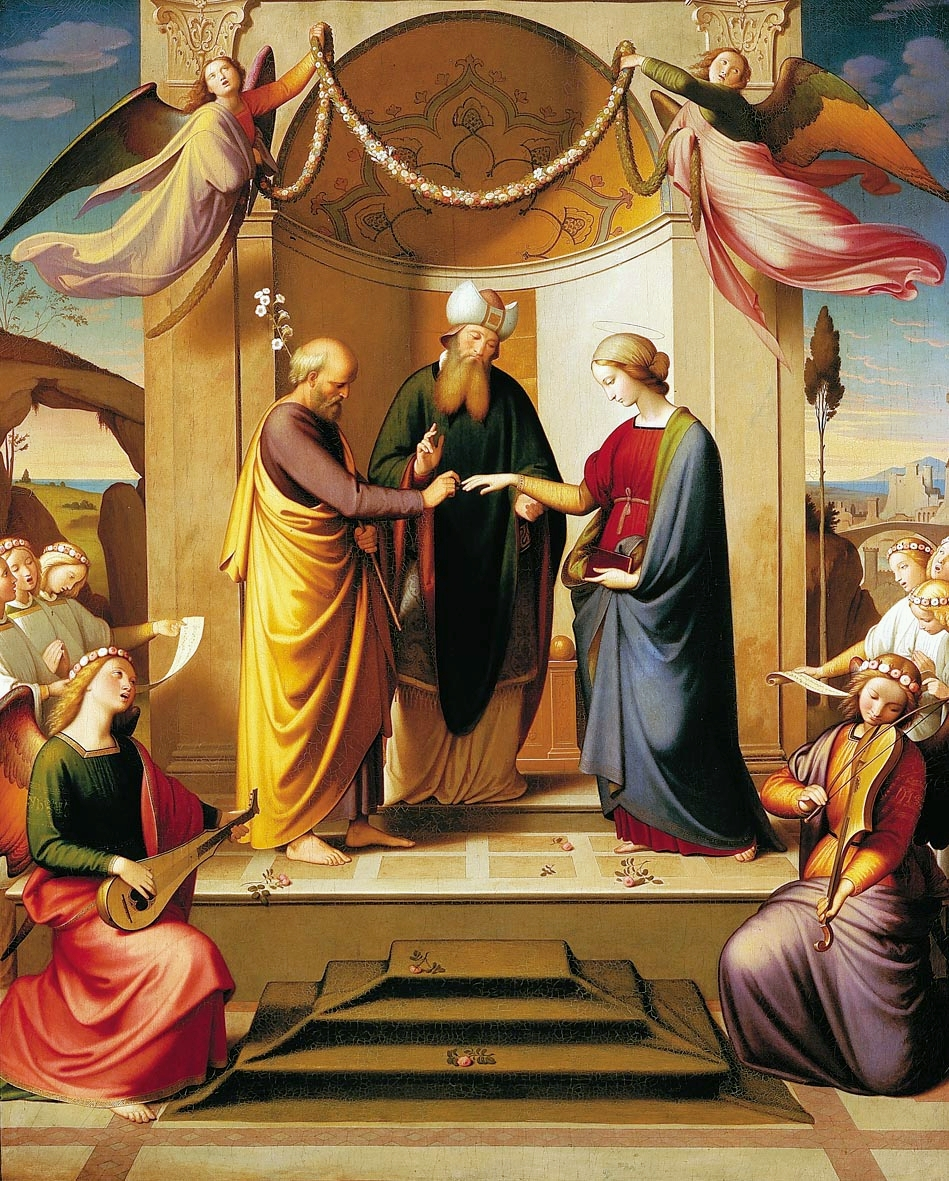
Zaślubiny Marii Panny, 1834-1836 Galeria Malarstwa i Rzeźby Muzeum Narodowego w Poznaniu

Johann Friedrich Overbeck (ur. 3 lipca 1789 w Lubece, zm. 12 listopada 1869 w Rzymie) – niemiecki malarz i grafik. W 1855 odznaczony cywilnym Pour le Mérite za Naukę i Sztukę
Był współzałożycielem powstałego w 1809 Bractwa św. Łukasza, które później przekształciło się w organizację nazareńczyków. Od 1810 przebywał w Rzymie. Tworzył głównie dzieła o tematyce religijnej, nawiązujące do twórców epoki quattrocenta, Pietra Perugina i Rafaela Santi.

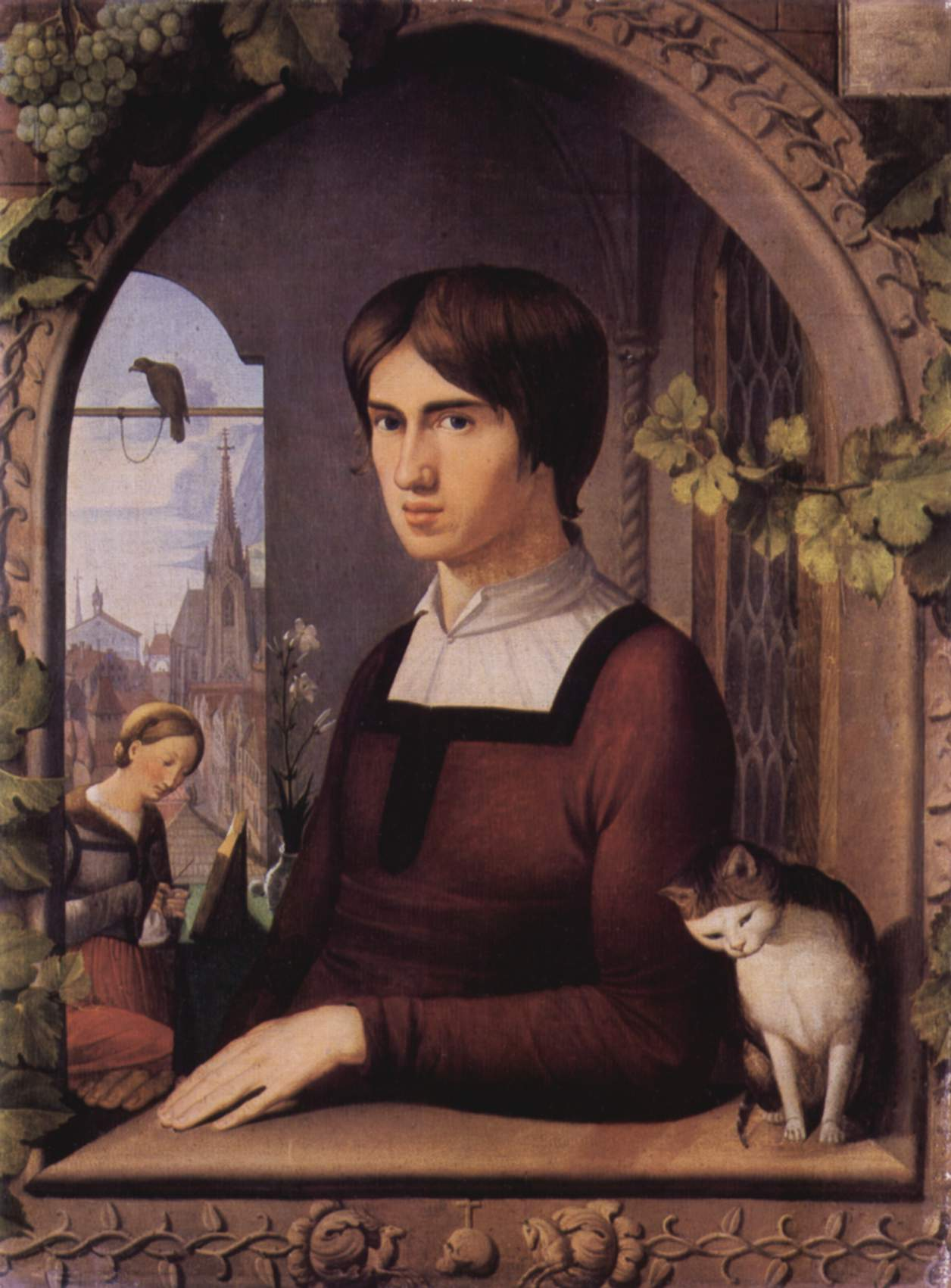
Portret Franza Pforra, 1810, Stara Galeria Narodowa w Berlinie
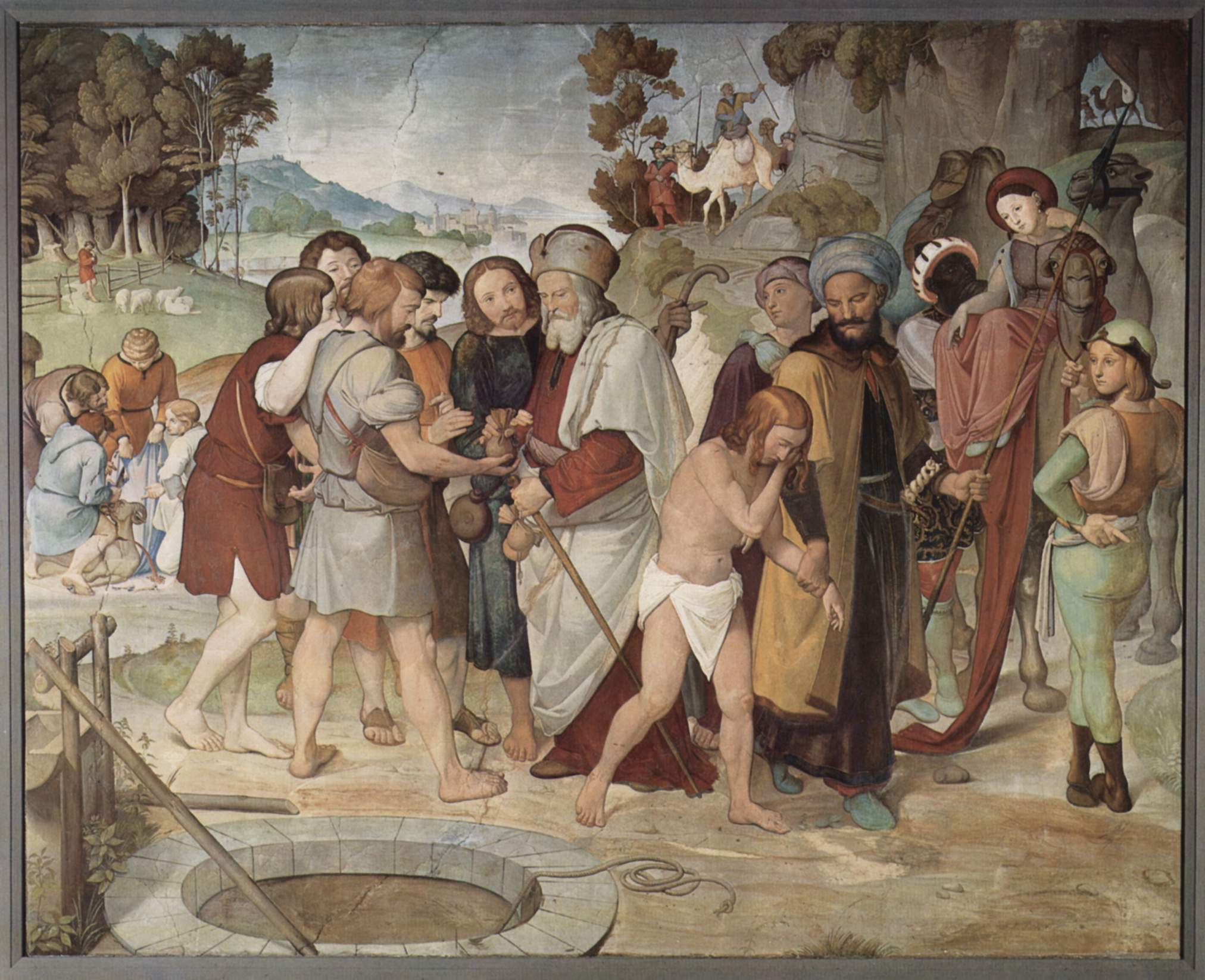
Józef sprzedany przez swoich braci, 1816-1817, fresk w Casa Bartholdy
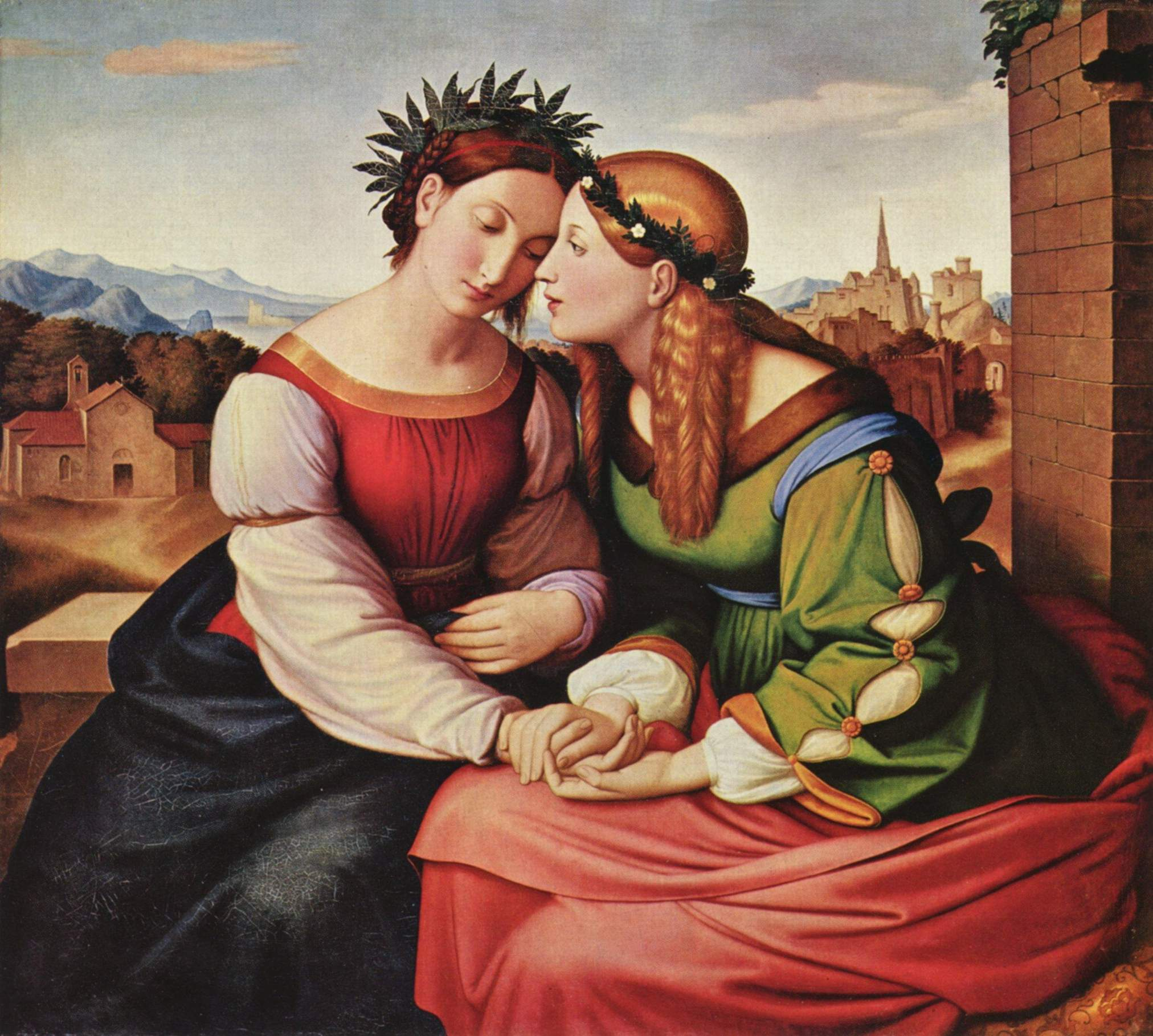
Italia i Germania, 1828 Nowa Pinakoteka Monachium
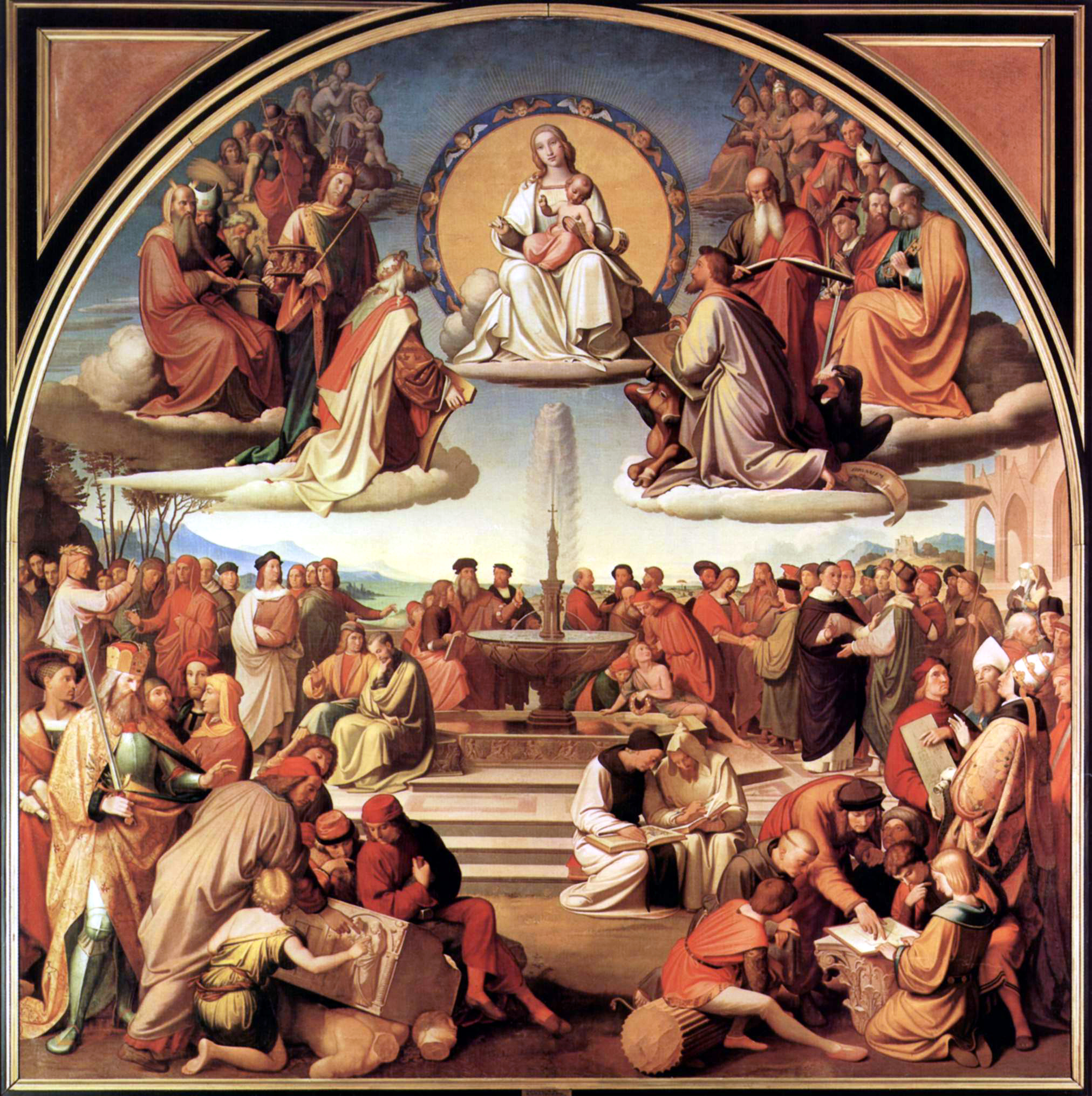
Der Triumph der Religion in den Künsten, 1831-40 Städel Museum Frankfurcie nad Menem